# Christoph Donat
Pour les articles homonymes, voir Donat.
Christoph Donat (né le 30 septembre 1625 à Marienberg dans le Erzgebirge et mort le 14 août 1706 à Leipzig) est un important facteur d'orgue de Saxe.
Il construit sa plus importante réalisation en 1672/1673 avec l'orgue de l'église Saint-Nicolas à Luckau (III/37P).

## Réalisations
| Année | Lie                      | Église              | Image | Manuel | Registre                                    | Remarques                     |
| ----- | ------------------------ | ------------------- | ----- | ------ | ------------------------------------------- | ----------------------------- |
| 1662  | Neuenkirchen /Niederelbe |                     |       |        |                                             |                               |
| 1673  | Luckau                   | Nikolaikirche       |       | III/P  | 37 registres, ou 44 selon d'autres sources. |                               |
| 1705  | Brandis                  | Stadtkirche         |       |        |                                             |                               |
| 1667  | Belzig                   | Marienkirche        |       |        |                                             | À Belzig jusqu'en 1976        |
|       | Eisenberg                | Chapelle du château |       |        |                                             | Reconstruction de 1731 à 1733 |